# Золотилово (Вологодская область)
Золотилово — опустевшая деревня в Череповецком районе Вологодской области.
Входит в состав Югского сельского поселения (с 1 января 2006 года по 8 апреля 2009 года входила в Мусорское сельское поселение), с точки зрения административно-территориального деления — в Телепшинский сельсовет.
Расстояние до районного центра Череповца по автодороге — 91 км, до центра муниципального образования Нового Домозерова по прямой — 50 км. Ближайшие населённые пункты — Зиновка, Чикеево, Шишовка.
По переписи 2002 года население — 1 человек.

## История
Место, на котором располагалась деревня изначально входило в состав Телёпшинского стана, Водожской (Водогской) волости, Вологодского уезда. Об это упоминается с 1615 года в донесениях сотников. Как и многие другие места в округе, подверглась польскому налёту.
Во времена губернской реформы 1775г.,  местность была передана в состав Пертомского (Пошехонского) уезда, Ярославского наместничества. С 1796 по 1920 деревня являлась часть Пошехонского уезда Ярославской губернии.
Первое документальное упоминание деревни сделано в 1792 году в исповедной росписи села Воскресенское в Телёпшине. Учредитель деревни - помещик Яков Михайлов Постельников. Вновь образованная деревня состояла из шести дворов. Крестьяне были выборочно переселены и деревни Шишевки (Шишовки) той же вотчины помещика Якова Михайлова Постельникова. Количество населения в 1792 году около 30 человек мужского и женского пола. Деревня располагалась при ручье Талица.
В 1862 году население составляло 123 человека, согласно исповедной росписи. А именно 17 домов, в которых проживало 55 мужчин и 68 женщин. Крестьяне занимались земледелием и животноводством.
На момент проведения всероссийской переписи населения в 1897 году, деревня имела следующие показатели: 43 дома, 99 мужчин, 93 женщины, а всего 192 человека. Дома были из дерева и крыты соломой. Основное занятие крестьян земледелие, животноводство и различные ремесла.
Сохранились карточки всероссийской сельско-хозяйственной перепись 1916-1917 годов, которые подробно описывают объем и количественные показатели хозяйств.
08 марта 1941 года в связи с затоплением Рыбинского водохранилища, действующий с 1924г. Телёпшинский с/с, передан в состав Мяксинского р-на, Вологодской области.
Во второй половине XX века количество населения в деревне начало снижаться. Чувствительно сказалось влияние Великой Отечественной войны, в боях за родину погибло - 25 мужчин, уроженцев деревни, а вернулись единицы. Другим фактором являлся отток в более крупные развивающиеся центры и близлежащие населенные пункты. Активно проводилась вербовка на строительство металлургического комбината в городе Череповце.
12 ноября 1960 года Мяксинский р-он полностью включен в Череповецкий р-он, в котором он находится поныне.
Деревня была электрифицирована во второй половине XX века. Действовал местный колхоз - "Ленинские дни". Постепенно деревня приходила в упадок, а труднодоступность привела к её запустению в итоге. Серьезный урон нанёс вклад лесозаготовки, который привел к появлению непроходимого колейного бездорожья. Расхитительская деэлектрификация сделала населённый пункт окончательно непригодным к жизни. В 2004 году умер последний постоянно проживающий житель деревни.
Сейчас на территории деревни и прилегающих полей происходит процесс восстановления почв, расширяется лесной покров, растёт популяция бобров, волков, кабанов, медведей, птиц и другой живности.